# Antișkî, Sribne
Antișkî (în ucraineană Антішки) este un sat în comuna Oleksînți din raionul Sribne, regiunea Cernihiv, Ucraina.

## Demografie
Componența lingvistică a localității Antișkî
     Ucraineană (92,86%)
     Rusă (7,14%)
Conform recensământului din 2001, majoritatea populației localității Antișkî era vorbitoare de ucraineană (92,86%), existând în minoritate și vorbitori de rusă (7,14%).